# Spindizzy Worlds
Spindizzy Worlds est un jeu vidéo d'action développé par Electric Dreams et édité par Activision, sorti en 1990 sur Amiga, Atari ST et Super Nintendo. C'est la suite de Spindizzy.

## Accueil
- Tilt : 17/20 (versions Atari ST et Amiga)[1]